# The Happiest Days of Our Lives
The Happiest Days of Our Lives – utwór muzyczny brytyjskiego zespołu rockowego Pink Floyd. Pochodzi z wydanej w 1979 roku rock opery/concept albumu The Wall, i - jak większość utworów z tej płyty - napisany został przez ówczesnego lidera grupy, Rogera Watersa.

## Kompozycja
Ten niespełna dwuminutowy utwór rozpoczyna się trwającym 24 sekundy intro, zawierającym typowe dla Pink Floyd dramatyczne efekty pozamuzyczne: tutaj jest to okrzyk dyrektora i gwałtownie urwany odgłos nadlatującego helikoptera. Następnie rozpoczyna się część liryczna; główny motyw muzyczny grany jest tu przede wszystkim przez gitarę basową (z dodanym efektem opóźnienia), a w końcówce, podczas fragmentu pełniącego role łącznika z kolejnym utworem, zwiększa się także intensywność dźwięku perkusji i wokali w chórkach. Piosenka kończy się bardzo rozpoznawalnym krzykiem Rogera Watersa (później zduplikowanym w "Run Like Hell") – a że pobrzmiewa on jeszcze na początku "Another Brick in the Wall, Part 2", oraz ze względu na sposób, w jaki te dwa utwory łączą się ze sobą pod względem treści, "The Happiest Days of Our Lives" i Another Brick in the Wall, Part 2 często grane są w radiu jedna po drugiej (szczególnie na stacjach rockowych).

## Fabuła
Podobnie jak wszystkie utwory z The Wall, "The Happiest Days of Our Lives" przedstawia fragment historii Pinka, głównego bohatera albumu. Tym razem możemy się dowiedzieć jak wyglądały szkolne lata przyszłego wyniosłego gwiazdora muzyki rockowej: nadmiernie surowi i często okrutni nauczyciele - sfrustrowani, jak sugeruje tekst, nieudanym pożyciem ze swymi autokratycznymi małżonkami - za pomocą bezosobowego i często bezsensownego kieratu wtłaczali tam dzieci w jedyną słuszną formę, która miała im zapewnić przystosowanie do społeczeństwa.

## Wersja filmowa
Sekwencje obrazujące ten utwór na filmie Alana Parkera ukazują Pinka idącego wraz z dwoma swoimi przyjaciółmi wzdłuż torów kolejowych; kładą na szynach naboje i obserwują, jak ich "amunicja" eksploduje pod kołami przejeżdżających pociągów. Bohater przysiada pod ścianą i widzi, że przemykające obok niego wagony pełne są ludzi pozbawionych twarzy, a w wylocie tunelu stoi nauczyciel, który wrzeszczy na niego i każe mu się nie ruszać. Kolejna scena rozgrywa się już w szkole - nauczyciel odkrywa, że Pink pisze na lekcji wiersze, więc upokarza chłopca szyderczo odczytując je na głos całej klasie (Waters - który uważał Ciemną stronę księżyca za swoją średnio udaną liryczną wprawkę - fragmentem dziecięcych prób poetyckich bohatera The Wall autoironicznie uczynił tekst pochodzącego z niej utworu "Money"). Ostatnia scena ilustrująca "najszczęśliwsze dni naszych żyć" pokazuje, jak z kolei nauczyciel jest upokarzany - bez protestu, na ciche polecenie swej małżonki, zjada na obiad twarde mięso. Aby to sobie odbić, na drugi dzień okłada uczniów pasem.
Wersja filmowa utworu różni się nieco od płytowej - odgłos helikoptera jest tu zastąpiony nadjeżdżającym pociągiem. Jak twierdzi Gerald Scarfe, podczas kręcenia obrazu był plan umieszczenia w wylocie tunelu kukły wyobrażającej nauczyciela; Alan Parker nakręcił wprawdzie takie sekwencje, jednak nie zdało to egzaminu, więc ostatecznie zdecydowano się skorzystać raczej z pomocy grającego tę postać aktora.

## Wykonawcy
- David Gilmour – gitary, chórki
- Nick Mason – werble i perkusja
- Roger Waters – gitara basowa, wokale i chórki
- Rick Wright – organy
- James Guthrie – cymbały